# Tallbarkstinkfly
Tallbarkstinkfly (Aradus cinnamomeus) är en insektsart som beskrevs av Georg Wolfgang Franz Panzer 1806. Tallbarkstinkfly ingår i släktet Aradus, och familjen barkskinnbaggar. Arten är reproducerande i Sverige.

## Bildgalleri

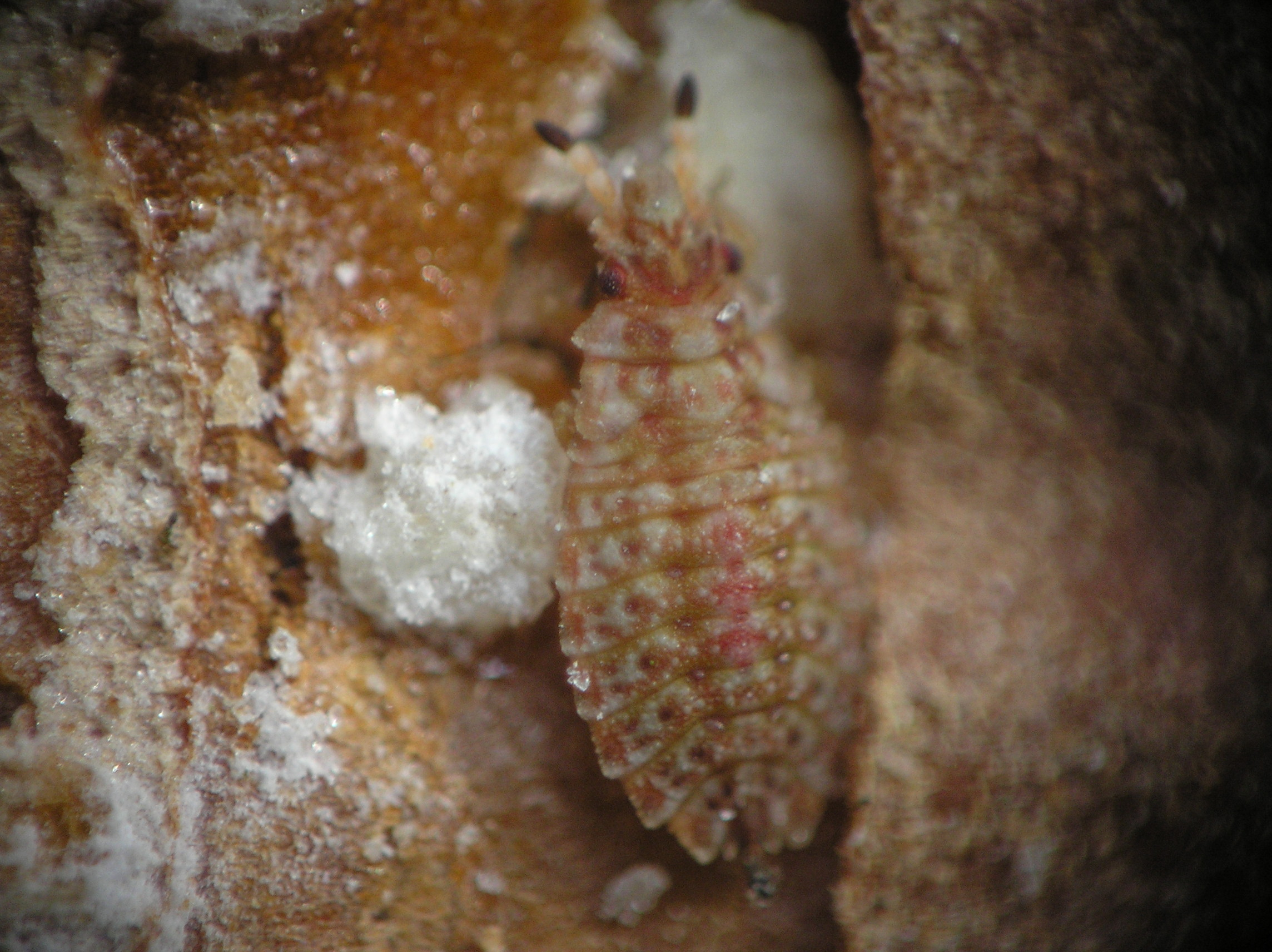
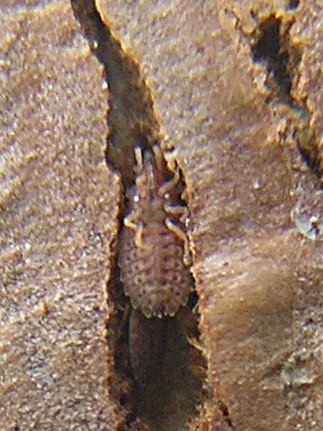
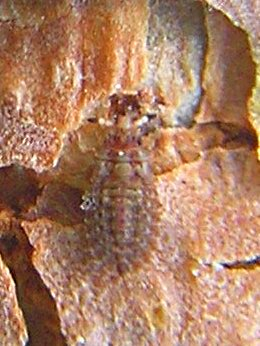
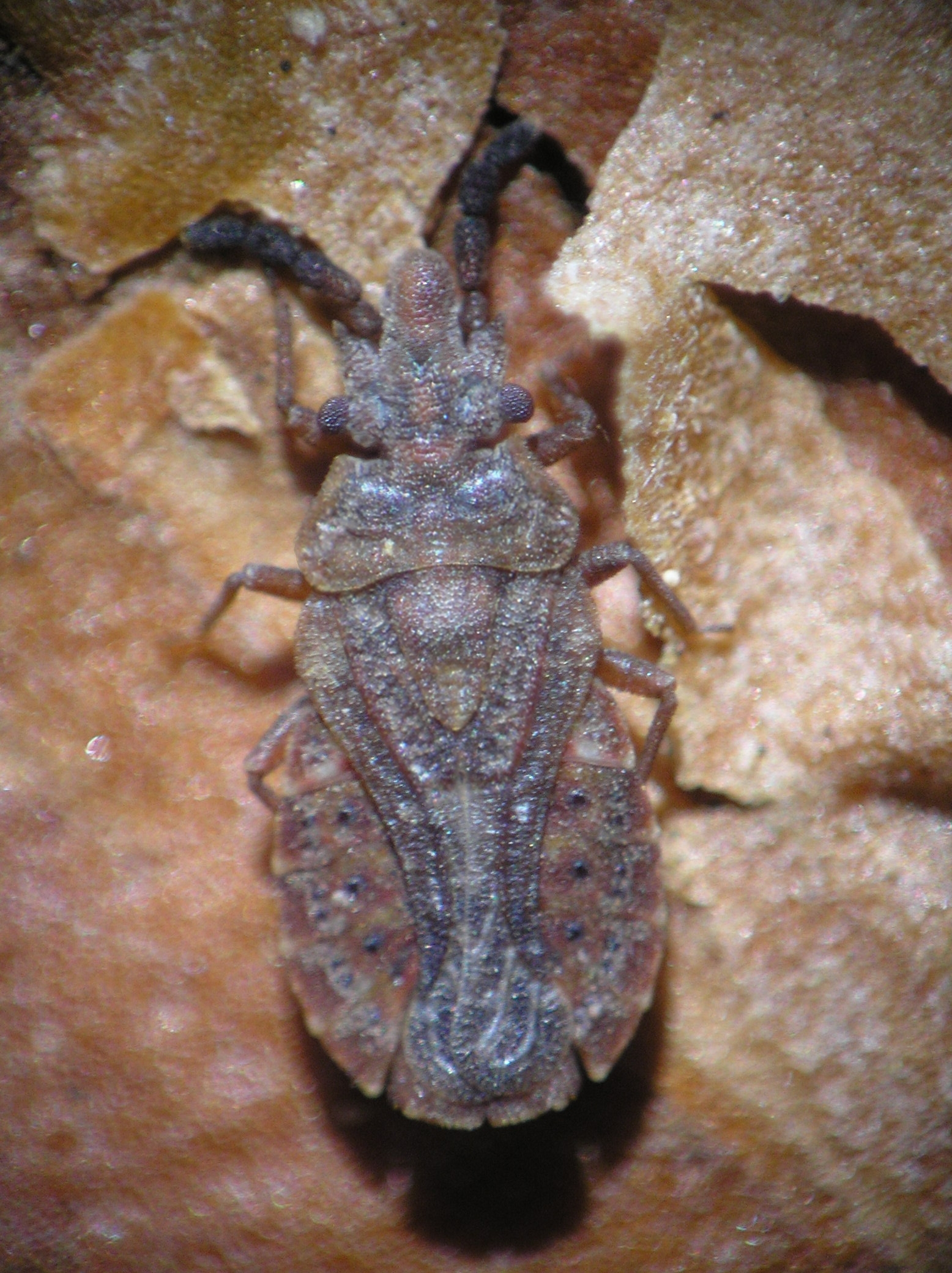
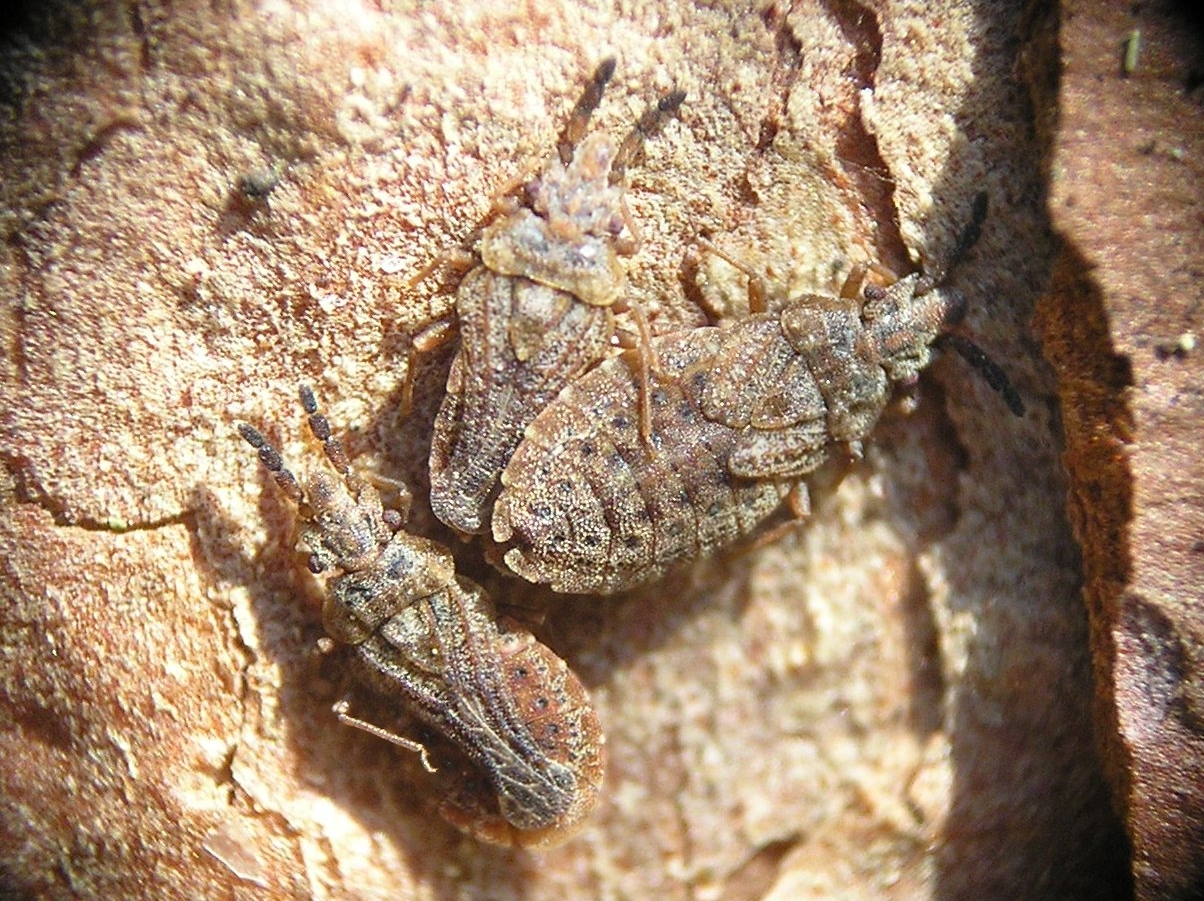